# Guafo
Guafo (del mapudungun: wafün, 'colmillo') es una isla de forma romboide en el extremo suroeste del archipiélago de Chiloé, en el sur de Chile. Se ubica al oeste de la boca del Guafo y del golfo Corcovado. Tiene una superficie de 197 km², lo que la convierte en la segunda isla de mayor tamaño de Chiloé, después de la Isla Grande. Administrativamente pertenece a la comuna de Quellón. 
La isla carece de población humana, excepto por una dotación rotativa de la Armada de Chile que habita el faro del mismo nombre —situado en su extremo occidental—, y por pescadores artesanales que la utilizan como base temporal para la extracción de recursos marinos en sus inmediaciones.

## Historia
El hallazgo de un potencial conchal en el sector norte de Guafo con una data de 3300 años hace presumir que en esa época la isla pudo haber estado habitada.
Guafo fue avistada por primera vez por el explorador Francisco de Ulloa en su expedición de 1553 —la primera en recorrer las islas del sur de Chile—, ocasión en que la bautizó como «San Martín», presuntamente por el santoral del día en que la habría avistado: 11 de noviembre. Según el relato de un integrante de la expedición, la isla estaba poblada. El marino inglés John Narborough la llamó en 1670 «No-man» por encontrarla desierta, pero a mediados del siglo XVII la isla ya era conocida como «Guafo», como lo consigna el mapa de Chile de 1646 de Alonso de Ovalle.

La isla fue visitada por el naturalista inglés Charles Darwin en 1834 durante el segundo viaje del HMS Beagle. En 1899, fue descrita de la siguiente manera por Francisco Solano Asta-Buruaga en su Diccionario Geográfico de la República de Chile:
Guafo.-—Isla del departamento de Castro, situada entre los paralelos 43º 32'-—42' y en entre los meridianos 74° 31'-—46', y á unos 35 kilómetros del extremo sudoeste de la isla de Chiloé. Mide 20 kilómetros de E. á O. y 14 de N. á S. en su mayor ancho. Es generalmente baja, algo quebrada y selvosa. Sus costas son uniformes, acantiladas y sembradas de escollos, en las que se encuentran pocos atracaderos fáciles y el puerto de su nombre ó Caleta Chica, á la parte oriental en los 43º 36' Lat. y 74º 37' Lon. Estuvo primitivamente habitada por unos pocos indios payos. Fué descubierta por el capitán Ulloa en noviembre de 1553, día de San Martín, por lo que le dió este nombre, y notada también por Hojea en su viaje de 1557, quien la denominó isla de San Mateo. El navegante inglés Narborough tocó en ella en 1670, y no observando ningún habitante en ella, la llamó isla No-Man (Sin-Hombre).

### SigloXX
Dado el aumento del tráfico marítimo y su ubicación estratégica, en 1903 se empezó a construcción del faro Isla Guafo, el cual entró en operación en 1907.
Entre 1922 y 1937 operó en caleta Samuel —sector noreste de la isla— una planta ballenera, la cual llegó a procesar anualmente más de un centenar de ejemplares, hasta antes de su cierre. Según el censo de 1930, en ese año había 121 habitantes (105 hombres y 16 mujeres) y 17 viviendas, cifras que se pueden atribuir a la actividad generada por la planta.
En 1941, el gobierno de Pedro Aguirre Cerda expropió los terrenos de propiedad de Alamiro Guzmán —cuyos títulos de dominio, inscritos en 1910 y posteriormente reconocidos por el Estado en 1932, lo hacían propietario prácticamente de toda la isla— y los anexó a la Reserva Forestal de las Guaitecas. Sin embargo, la medida fue revocada por la administración de Juan Antonio Ríos cuatro años después, en 1945.

### Venta de la isla
Los herederos de la familia original dueña de la isla la vendieron en 2013 a la firma Eguiguren y Compañía Limitada, del empresario Rafael Valentín Valdivieso, por 1 225 millones de pesos, equivalentes a tres millones de dólares de la época.
En 2015, la isla se puso en venta por 15 millones de dólares. Tras una querella en 2017 que acusó «irregularidades» en la venta de la isla, en abril de 2019 un tribunal determinó la paralización de todo tipo de compra o venta sobre la isla. En junio de 2019, se reportó que la isla estaba nuevamente en venta, por 20 millones de dólares, luego de no poder concretarse el proyecto carbonífero debido a la presión de grupos ambientalistas y al plan del gobierno de Chile de descarbonizar la matriz energética nacional, anunciado oficialmente solo unas semanas antes. Comunidades huilliches de Quellón y organizaciones ecologistas han manifestado su oposición a la venta y han solicitado que la isla sea declarada área protegida. Al 2020, aparecía inscrita en el Conservador de Bienes Raíces de Quellón a nombre de Rafael Valdivieso Ovalle.
En septiembre de 2020, el Ministerio del Medio Ambiente se mostró a favor de que el entorno de la isla sea declarado como Espacio Costero Marino de Pueblos Originarios (Ecmpo), lo cual permitiría que sea administrado por comunidades huilliches.
En junio de 2025 la isla fue adquirida por la ONG Re:wild (cofundada por el actor Leonardo DiCaprio), en dónde aquel mismo mes, sería donada a Chile para convertirla en parque nacional.

## Ecología
La isla Guafo es permanentemente azotada por el viento, lo que ha generado escarpadas laderas prácticamente inaccesibles en la mayor parte del terreno, el que está cubierto de bosque nativo. A mediados del siglo XX la habitaban perros y vacunos cimarrones, llamados estos últimos «baguales» en el sur de Chile.
Alberga una gran colonia de fardelas negras (la más grande del mundo) y es sitio de reproducción de lobos finos de dos pelos, habitando en la isla unos tres mil ejemplares, así como chungungos, ballenas azules, francas australes y jorobadas; y delfines australes y chilenos.  El área marina alrededor de la isla presenta condiciones excepcionalmente favorables con altos niveles de clorofila, lo que ha redundado en abundancia de kril y larvas de langostino patagónico.

## Economía
La isla no presenta asentamientos urbanos costeros, pero es una zona reconocida para la pesca artesanal de erizos, algas y otros recursos, así como porque ha sido históricamente un refugio huilliche para el desarrollo de la pesca artesanal.

### Carbón
En 2008 se conoció la intención de empresarios chilenos, que habían comprado la isla, de explotar yacimientos de carbón que existen en ella —de lo cual se tenía conocimiento desde 1942—, lo que implicaría intervenir un 40 % de su superficie para su extracción. Tal noticia provocó el rechazo de diversos sectores, a causa de la importancia ecológica de la zona. Como medida de protección, la Cámara de Diputados de Chile aprobó en noviembre de 2017 una resolución para instar al Gobierno para que promoviera la creación de un área marina protegida en isla Guafo, como parte de una red de áreas marinas protegidas en la Patagonia.